# Basílica de Jesús del Gran Poder
La basílica de Jesús del Gran Poder es un templo católico situado en el barrio de San Lorenzo de la ciudad de Sevilla (Andalucía, España).

## Historia
En una misma parcela de 1405 metros cuadrados se edificó la basílica y la casa-hermandad.
El edificio fue diseñado por Alberto Balbontín de Orta y Antonio Delgado y Roig.
En 1992 el papa Juan Pablo II le dio el título de basílica menor al templo de Jesús del Gran Poder, siendo la segunda iglesia sevillana a la que la Santa Sede otorga tal distinción. Anteriormente lo era la Basílica de la Macarena desde 1966 por concesión del papa Pablo VI. Posteriormente al Gran Poder se han nombrado en Sevilla otros dos templos con el mismo título: La Basílica de Santa María Auxiliadora en 2008 y la Basílica del Santísimo Cristo de la Expiración en 2012, ambas por el papa Benedicto XVI.
Junto a la basílica menor se sitúa la Parroquia de San Lorenzo (siglo XIII), de estilo gótico-mudéjar, que fue reformada en el siglo XVI. El conjunto se ubica en la Plaza de San Lorenzo, cerca de la Alameda de Hércules, en el casco antiguo de la ciudad.
La plaza de San Lorenzo fue, en tiempo de los árabes, patio de abluciones de otra mezquita de anterior existencia (de la que queda el antiguo alminar árabe) sobre la que se edificó la aneja iglesia parroquial de San Lorenzo.
El 30 de abril de 1983 se celebró en la basílica la boda del torero Francisco Rivera ("Paquirri") y la tonadillera Isabel Pantoja. A la ceremonia acudieron la duquesa de Alba, Palomo Linares, Massiel, Paquita Rico, Manolo Vázquez, el torero Espartaco, Juanita Reina y otras figuras conocidas.
Desde el 23 de noviembre de 2019 hasta noviembre de 2021 se celebró un Año Jubilar con motivo del 400 aniversario de la hechura del Señor del Gran Poder.

## Descripción
La fachada está inspirada en otro proyecto que tenían los mismos arquitectos para la Archicofradía de Jesús el Nazareno. La fachada es de estilo neobarroco.
En el interior de la basílica, la gran cúpula y la forma de la sala parece estar inspirada en la del Panteón de Agripa de Roma. La sala tiene una forma circular sin elementos sustentantes, con un gran atrio de entrada, y una cúpula con grandes casetones.
Los retablos que albergan las tallas son obra del tallista Manuel Guzmán Bejarano. El retablo central se hizo a semejanza del original de la Parroquia de San Lorenzo, inspirándose en un dibujo de Gonzalo de Bilbao. Jesús del Gran Poder se encuentra en un gran camarín cubierto de mármol rosa y cuya parte superior tiene forma de venera.
Dentro de la basílica se venera la imagen de Jesús del Gran Poder (con la cruz al hombro), talla realizada por Juan de Mesa en 1620. Igualmente, son veneradas las imágenes de San Juan Evangelista, también de Mesa en 1620, y la Virgen del Mayor Dolor y Traspaso, obra anónima del siglo XVIII. Estas tres figuras de la hermandad procesionan el Viernes Santo. El resto del año los elementos de los pasos de gran valor artístico se exhiben en una sala-museo en la calle Hernán Cortés, detrás de la basílica.

## Galería fotográfica

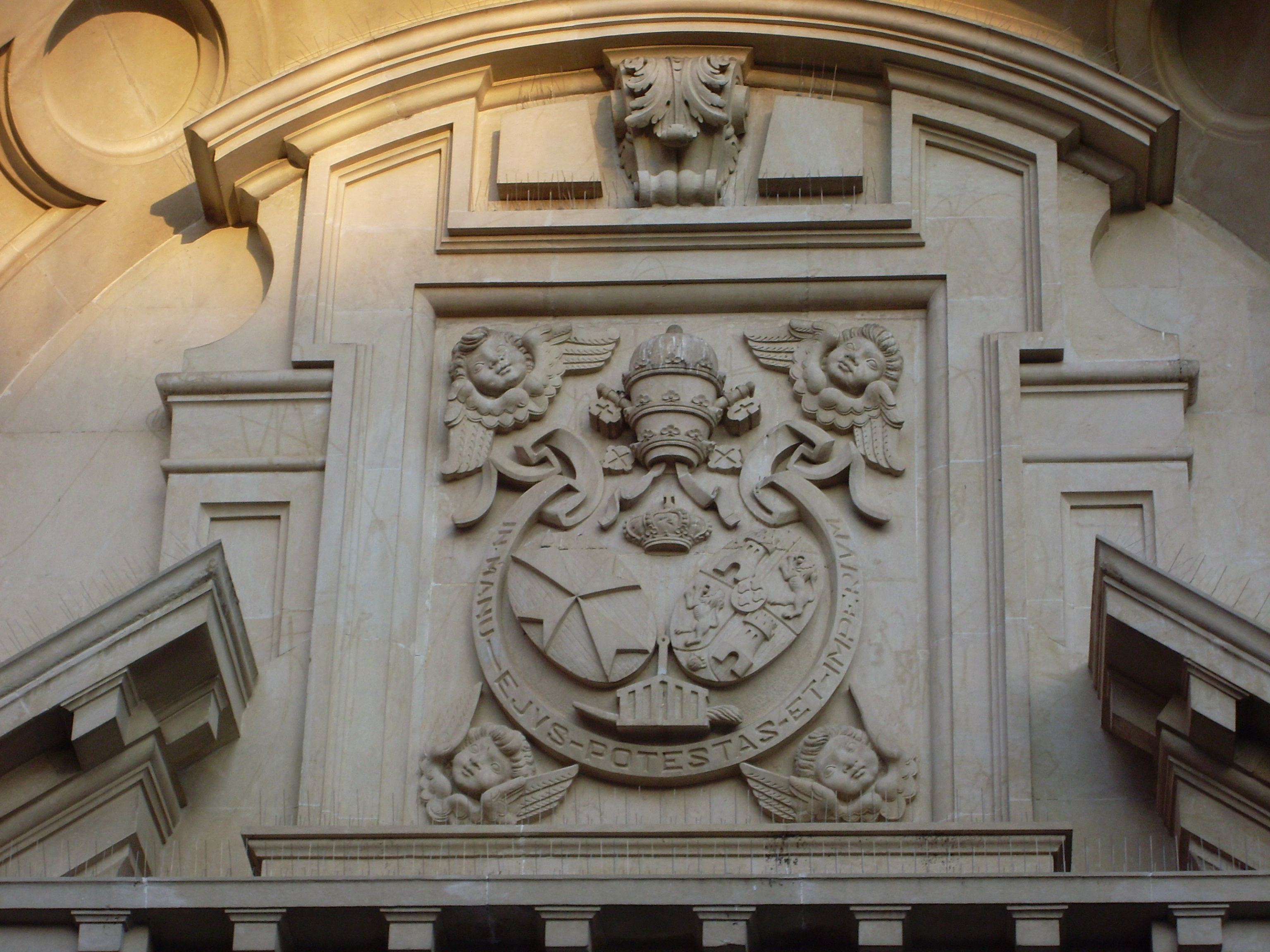
Detalle de la fachada.
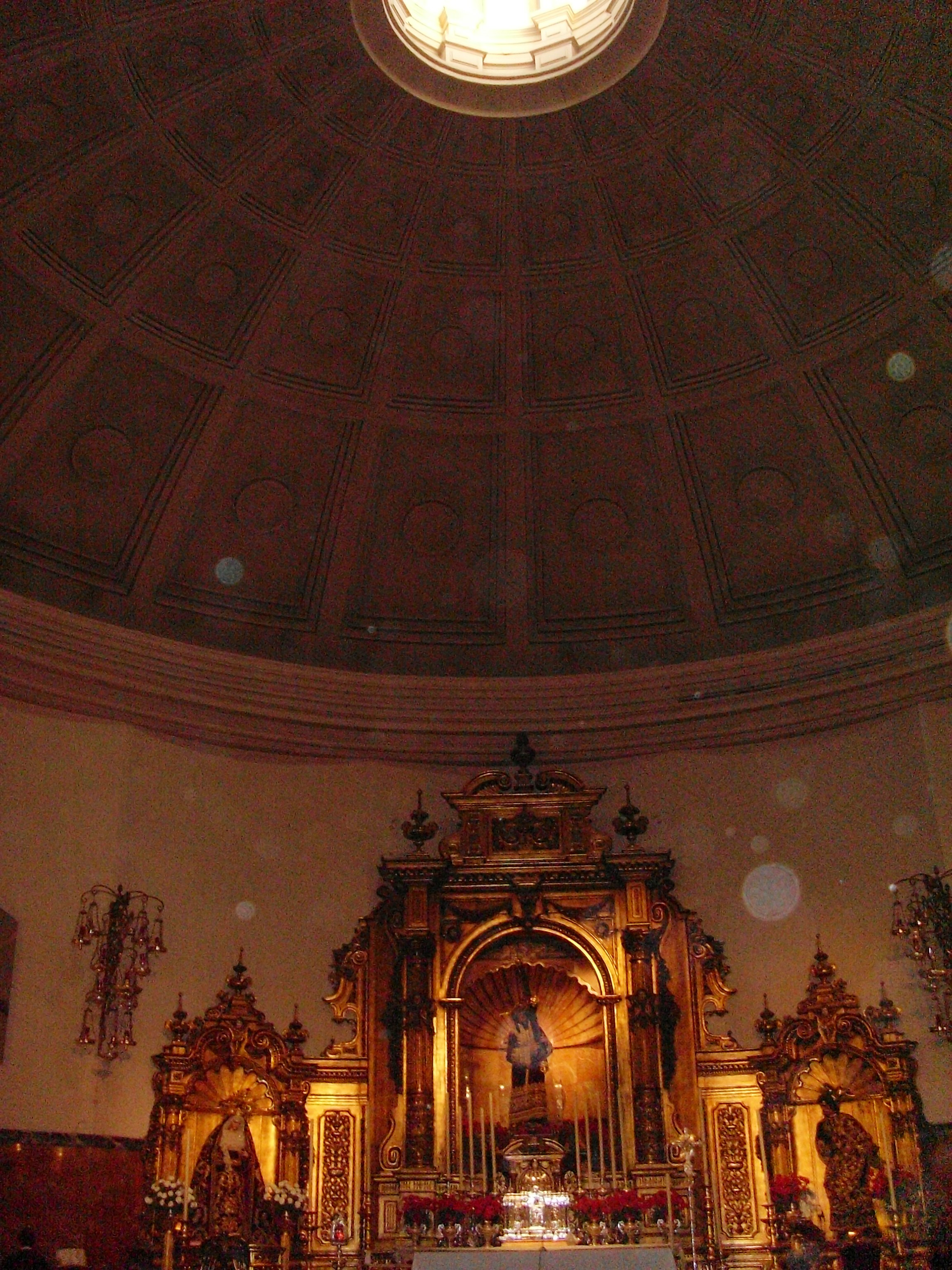
Interior de la basílica.